# Rońsko-Kolonia (gromada 1960–1961)
Rońsko-Kolonia (do 28 III 1960 Zażółkiew; od 1 I 1962 Krasnystaw; alt. zapis Rońsko kolonia lub Rońsko Kolonia) – dawna gromada, czyli najmniejsza jednostka podziału terytorialnego Polskiej Rzeczypospolitej Ludowej w latach 1954–1972.
Gromady, z gromadzkimi radami narodowymi (GRN) jako organami władzy najniższego stopnia na wsi, funkcjonowały od reformy reorganizującej administrację wiejską przeprowadzonej jesienią 1954 do momentu ich zniesienia z dniem 1 stycznia 1973, tym samym wypierając organizację gminną w latach 1954–1972.
Gromadę Rońsko kolonia z siedzibą GRN w kol. Rońsko (od 1 stycznia 1973 w granicach Krasnegostawu) utworzono 29 marca 1960 w powiecie krasnostawskim w woj. lubelskim w związku z przeniesieniem siedziby gromady Zażółkiew z Zażółkwi do kol. Rońsko i zmianą nazwy jednostki na gromada Rońsko kolonia.
1 stycznia 1962 gromadę Rońsko Kolonia zniesiono przez przeniesienie siedziby GRN z Rońska Kolonii do miasta Krasnegostawu i zmianę nazwy jednostki na gromada Krasnystaw.
Uwaga: Gromada Rońsko-Kolonia (o innym składzie) istniała w powiecie krasnostawskim także w latach 1957–59.